# К-449
К-449 — атомная ракетная подводная лодка проекта 667БДР «Кальмар». Входила в состав Северного и Тихоокеанского флота СССР и России.

## Строительство
19 марта 1974 года зачислена в списки кораблей ВМФ. 19 июля этого же года заложена в цехе № 50 на СМП в Северодвинске как КрПЛ. 29 июля 1976 года выведена из цеха, позже спущена на воду. Зачислена в состав 339-й ОБрСРПЛ БелВМБ КСФ. 30 декабря 1976 года был подписан приемный акт, и АПЛ вступила в строй. По другим данным — 26 декабря 1976 года. 5 февраля 1977 года перечислена в состав 13-й ДиПЛ 3-й ФлПЛ КСФ с базированием на губу Оленья.

## Служба
25 июля 1977 года отнесена к подклассу РПК.
В 1980 году выполнение задач БС с 1-м экипажем (командир капитан 2-го ранга А. Ф. Коваленко).
В 1981 году 1-й экипаж выполнил задачи БС на РПК К-180, находясь подо льдом 26 суток.
В 1982 году выполнение задач автономной БС со 2-м экипажем (командир капитан 1-го ранга Н. М. Козлов) совместно с РПК К-487, находясь подо льдами 27 суток. Далее, автономная БС с 1-м экипажем (командир капитан 2-го ранга А. Ф. Коваленко), находясь подо льдом 26 суток.
В 1983 году при несении службы произошло столкновение с неустановленной АПЛ ВМС США.
В 1988 году перечислена в состав 31-й ДиПЛ 3-й ФлПЛ КСФ с базированием дивизии на бухту Ягельная губы Сайда (Гаджиево). С 16 декабря по 8 декабря 1989 года средний ремонт на СРЗ «Звездочка» в Северодвинске.
В августе 1990 года перед межфлотским переходом был проведён контрольный выход в море с пребыванием подо льдом в течение 10 суток (командир капитан 1-го ранга М. Н. Зикунов).
С 21 августа по 6 ноября 1990 года межфлотский переход из бухты Ягельная, Гаджиево (Северный флот) в бухту Крашенинникова, Вилючинск (Тихоокеанский флот). Командир капитан 1-го ранга М. Н. Зикунов, старший на борту ЗКФл контр-адмирал А. А. Берзин. За время перехода лодка прошла подо льдом 12 суток.
11 ноября 1990 года официально зачислена в состав 25-й ДиПЛ 2-й ФлПЛ КТОФ с базированием на бухту Крашенинникова.
28 апреля 1992 года переклассифицирована как АПКСН.
В связи с реорганизацией 25-й ДиПЛ, с 1 сентября 1998 года отнесена к 16-й ОпЭскПЛ ТОФ, Вилючинск.
В августе 2001 года К-449 выведена из состава боевого состава ВМФ и перечислена в состав 304-го ДнПЛ ТОФ. Оставлена на хранение в бухте Крашенинникова для дальнейшей передачи в ОФИ. В 2002 году поставлена на СРЗ-49 (ФГУП «Северо-Восточный Ремонтный Центр») и перечислена в состав 201-го ОДнРПЛ ТОФ в бухте Сельдевая. 30 октября 2002 года спущен Военно-морской Флаг.
К 2008 году утилизирована на ФГУП «Северо-Восточный Ремонтный Центр». Финансирование утилизации АПКСН К-449 и К-490 производилось американской стороной по программе сокращения взаимной угрозы «Нанна-Лугара» (по контракту с DTRA Министерства обороны США). Утилизация АПКСН проекта 667БДР имела ряд особенностей, так как была связана с одновременным выполнением операции «Процедура», этапы которой жестко регламентированы специальными протокольными документами. В связи с тем, что предприятие ранее не выполняло указанных работ, подготовка к утилизации АПКСН К-449 и К-490 производилась в кооперации с проектными организациями, разработавшими необходимую конструкторско-технологическую и организационную документацию: НИПТБ «Онега», ФГУП "ЦКБ МТ «Рубин», ФГУП «ОКБМ» и ФГУП «51 ЦКТИС ВМФ»;
В 2009 году сформирован трехотсечный реакторный блок для передачи в пункт длительного хранения «ДальРАО».

### Командиры (в/ч 36037 и 36037-2)
1. Белецкий В. А. (1975?-1976-1978-1979?) 1-й экипаж
2. Ванышев В. Г. (197?-1977-1981-1982?) 2-й экипаж
3. Коваленко А. Ф. (1978?-1979-1983-1984?) 1-й экипаж
4. Хахалин А. П. (1981 ?-1982-1987-198?) 2-й экипаж
5. Окишев Ю. С. (1983?-1984-1987-1988?) 1-й экипаж
6. Зикунов М. Н. (1987?-1988-1990)
7. Гладкий А. А. (1990?-1990?) (требует уточнения)
8. Рузов С. Ф. (1990?-199?)
9. Журавлев В. Н. (1993-1994-1995?)
10. Борисов Ю. Б. (1994?-1995?)
11. Афонин В. В. (1995?-199?)
12. Коновалов Ю. В. (199?-2000)
13. Корнеев В. М. (16.03.2000-07.12.2001)
14. Заика А. А. (2001—2002)

Командиры других экипажей, выполнявшие учебно-боевые задачи на РПКСН К-449:
1. Лесничук В. М. (1979) 1-й экипаж РПК К-441
2. Секирин А. С. (1980—1981) 2-й экипаж РПК К-441
3. Козлов Н. М. (1982) 2-й экипаж РПК К-487